# Pereszteg-patak
A Pereszteg-patak Vas vármegyében ered, Rábapaty keleti részén. A patak forrásától kezdve északi irányban halad, végül Jákfánál eléri a Kőris-patakot.
A Pereszteg-patak vízgazdálkodási szempontból a Rábca és Fertő-tó Vízgyűjtő-tervezési alegység működési területét képezi.

## Part menti települések
- Rábapaty
- Jákfa